# 司馬鑒
司馬鉴（246年以后—297年），字大明，西晋宗室，河內溫縣人。司馬昭第六子，不知母氏。

## 生平
甘露三年（258年）以司馬昭之子封临泗亭侯。晋武帝即位，于泰始元年十二月丁卯（266年2月9日）封司馬鑒為乐安王。
武帝为司马鉴及燕王司马机高选师友，下诏：“乐安王鉴、燕王机并以长大，宜得辅导师友，取明经儒学，有行义节俭，使足严惮。昔韩起与田苏游而好善，宜必得其人。”
泰始年间，拜越骑校尉。咸宁初年，以齐国的梁邹加封，之国就封，服侍中之服。
元康初年，征为散骑常侍、上军大将军，领射声校尉。不久为使持节、都督豫州军事、安南将军，代清河王司马遐镇许昌，因病没有成行。
元康七年去世，谥号平。

## 家世
一子为殇王司马籍，司马籍无子。
永寧元年（301年）十二月，齐王司马冏以子司马冰为司马鉴后嗣。以济阴一万一千二百一十九户改为广阳国，封司马冰为广阳王。司马冏败，广阳国废。

## 延伸阅读
[在维基数据编辑]
 《晉書·卷038》，出自房玄齡《晉書》